# Bitcoin
Bitcoin (simbol: ; oznaka: BTC ali XBT) je kriptovaluta, pri kateri nastajanje in prenos bitcoinov temelji na odprtokodnem protokolu, ki ni odvisen od centralne banke ali drugega regulatornega organa, tako da ne obstaja samostojen organ, ki nadzoruje kriptovaluto, vendar jo nadzoruje skupnost.

## Zgodovina
Avtor s psevdonimom Satoshi Nakamoto je projekt Bitcoin oznanil 31. oktobra 2008 v dopisnem seznamu za kriptografijo in objavil belo knjigo. Novembra je bil registriran odprtokodni projekt Bitcoin na portalu Sourceforge, 3. januarja 2009 je bil ustvarjen prvi blok, 9. januarja je bila izdana prva različica odjemalca Bitcoin v0.1 in le nekaj dni pozneje je bila opravljena prva transakcija z Bitcoini med Satoshijem Nakamotom in Halom Finneyjem.
Prvi nakup dobrine iz resničnega sveta s bitcoinom je bila 22. maja 2010, ko je Laszlo Hanyecz, kupil dve pici za 10.000 bitcoinov.
Identiteta Satoshija Nakamota do danes ostaja nerazkrita. Avtor, ki je do srede leta 2010 še sodeloval pri razvoju Bitcoina prek dopisnih seznamov, se je aprila 2011 popolnoma umaknil iz javnosti.
Wikileaks je junija 2011 kot prva večja organizacija začela sprejemati donacije v Bitcoinih, po tem, ko so vsi ostali finančni procesorji odpovedali sodelovanje.

## Omrežje, protokol in valuta Bitcoin
Bitcoin je vrstniško omrežje (peer-to-peer), ki si izmenjujejo podatke po vnaprej dogovorjenem protokolu. Omrežje izpolnjuje svoje funkcije, dokler je večina vključenih vrstnikov poštena in se drži protokola.
Posest nad bitcoinom kot valuto pomeni posest nad naslovi, pod katerimi so v glavni knjigi sistema Bitcoin vknjižena določena stanje. Naslovi Bitcoin se hranijo v denarnicah, ki so lahko v obliki spletnih aplikacij, namiznih aplikacij ali na papirju.

### Naslovi Bitcoin
Vsakemu naslovu Bitcoin, ki je analogen računu v bančnem sistemu, pripada par javnega in zasebnega ključa ECDSA iz domene asimetrične kriptografije. Za pošiljanje denarja prejemniku je potrebno le poznavanje prejmenikovega javnega ključa, medtem ko je za razpolaganje s stanjem na naslovu Bitcoin potreben tudi zasebni ključ. Z izgubo zasebnega ključa naslova Bitcoin lastnik ne more več razpolagati s sredstvi na tem naslovu, medtem ko lahko v primeru razkritja zasebnega ključa s sredstvi na naslovu razpolaga vsak, ki se seznani z zasebnim ključem.
Naslov Bitcoin se izračuna kot 160-bitna zgoščena vsota javnega ključa in vključuje tudi kontrolno vsoto, ki preprečuje nenamerne napake pri transakcijah. Večina naslovov Bitcoin je sestavljena iz 34 naključnih znakov (števk in črk), med katerimi pa ni velikih črk "O", "I", male črke "l" in številke "0". Primer naslova Bitcoin je: 19VAVuupv9gbmySbKq9zUQzy6T297jsLoV.

### Denarnice Bitcoin
Denarnica Bitcoin je datoteka, ki vsebuje zbirko zasebnih ključev za naslove lastnika denarnice. Programska denarnica je nameščena na lastnikovem osebnem računalniku, spletna denarnica deluje kot storitev v internetu, mobilna denarnica pa je nameščena v lastnikovi mobilni napravi. Pri hrambi denarnice morajo biti izpolnjeni ukrepi za varovanje pred odtujitvijo ali razkritjem.

### Transakcije v sistemu Bitcoin in rudarjenje bitcoinov
Protokol Bitcoin omogoča transakcije med naslovi v omrežju, ki so zaradi varnosti digitalno podpisane. Vsakemu vrstniku v omrežju je znana zgodovina vseh transakcij v omrežju, ki se hrani v javni glavni knjigi oziroma v verigi blokov.

#### Anatomija transakcije pošiljanja bitcoinov
Ko Ana pošlje bitcoine Boštjanu, njen odjemalec sestavi transakcijo s tremi podatki:
- Vhod je podatek o prejšnji transakciji, s katero je Ana prejela bitcoine na svoj naslov.
- Količina bitcoinov, ki jih Ana pošilja Boštjanu.
- Izhod je naslov, na katerega bo Boštjan prejel bitcoine.

Transakcija se nato digitalno podpiše z Aninim zasebnim ključem in razpošlje vrstnikom v omrežju. Pošiljatelj lahko vsaki transakciji pripiše tudi manjšo provizijo, s katero spodbudi rudarje k vključitvi transakcije v blok. Provizija je odvisna tudi od starosti in velikosti vhodov ter od velikosti transakcije.

#### Potrjevanje transakcij in rudarjenje
Sistem Bitcoin uporablja svojevrsten način za decentralizirano potrjevanje transakcij, ki lastnikom preprečuje dvojno zapravljanje bitcoinov. Ker so vse transakcije javne in zapisane v verigi blokov, lahko vsak vrstnik v omrežju ob prejemu nove zahtevane transakcije preveri, ali ni morda prišlo do večkratnega prenosa sredstev iz istega naslova. Takšna transakcija se zavrže in obvelja le tista, ki je bila v omrežju objavljena prej.
Rudarjenje je operacija, s katero vrstniki-rudarji v omrežju Bitcoin oblikujejo bloke za vpis v glavno knjigo. Vsak rudar zbira transakcije, ki do njega pridejo iz omrežja in preveri njihovo veljavnost. Neveljavne transakcije zavrže, nad preostalimi pa nato izvaja računsko zamudne operacije iskanja takšnega celega števila nonce, ki skupaj s podatki v bloku zbranih transakcij dá zgoščeno vrednost (dvakrat je uporabljena zgoščevalna funkcija SHA-256) z dovolj velikim številom ničel na začetku heksadecimalnega zapisa. Rudar, ki mu uspe najti takšno zgoščeno vredost, je nagrajen z določenim fiksnim številom bitcoinov in s provizijami vseh transakcij v izračunanem bloku.
Ostali vrstniki v omrežju potrdijo veljavnost izračunanega bloka z enostavnim preverjanjem zgoščene vsote in posodobijo svojo verigo blokov. Celotno omrežje nato začne z računanjem naslednjega bloka.
S povečevanjem računskih zmogljivosti, ki so vključene v rudarjenje blokov, se povečuje tudi zahtevnost iskanja zgoščene vsote in omrežje je naravnano tako, da se nov blok v povprečju izračuna vsakih 10 minut. Nagrada za izračunan blok se prepolovi vsakih 210000 blokov in trenutno znaša 12.5 BTC. Celotna emisija te valute približno do leta 2140, ko bo nagrada za rudarjenje izginila in bodo rudarji za delo motivirani le s provizijami za vključevanje transakcij v bloke, bo približno 21 milijonov BTC.

## Bitcoin kot plačilno sredstvo in menjava na borzah
Bitcoin kot plačilno sredstvo danes sprejema vse večje število spletnih trgovcev z izdelki in storitvami in fizičnih trgovin. Med odmevnejše primere uporabe bitcoina v zadnjem času šteje tudi nakup vozila Tesla Model S za 91,4 BTC.
Trgovanje z bitcoinom in drugimi valutami po vzoru sistema FOREX je možno na več elektronskih borzah, kot so Bitstamp, Kraken, Coinbase, Bitfinex, ... Uporabniki teh borz so izpostavljeni velikim tveganjem valutnih nihanj in računalniških vdorov, prav tako pa jih ne varuje zakonodaja. Slovensko finančno ministrstvo o uradnem priznavanju valute še ne razmišlja.

## Cena in volatilnost
Cena bitcoinov je šla skozi cikle apreciacije in depreciacije, ki jih nekateri imenujejo mehurčki in padci. Leta 2011 je vrednost enega bitcoina hitro narasla s približno 0,30 USD na 32 USD, preden se je vrnila na 2 USD. V drugi polovici leta 2012 in med ciprsko finančno krizo 2012–13 je cena bitcoina začela naraščati  in 10 aprila 2013 dosegla najvišjo vrednost 266 ameriških dolarjev, nato pa padla na približno 50 ameriških dolarjev. 29 novembra 2013 je cena enega bitcoina narasla na najvišjo vrednost 1.242 ameriških dolarjev. Leta 2014 je cena močno padla in od aprila ostala nižja pri malo več kot polovici cen iz leta 2013. Od avgusta 2014 je bil pod 600 USD.
Po besedah Marka T. Williamsa ima bitcoin od 30 septembra 2014 volatilnost sedemkrat večjo od zlata, osemkrat večjo od S&P 500 in 18-krat večjo kot ameriški dolar. Hodl je meme, ustvarjen v zvezi z držanjem (v nasprotju s prodajo) v obdobjih nestanovitnosti. Nenavadno za sredstvo, trgovanje z bitcoini ob koncu tedna decembra 2020 je bilo višje kot med tednom. Hedge skladi (z uporabo visokega finančnega vzvoda in izvedenih finančnih instrumentov) so poskušali izkoristiti nestanovitnost za dobiček od gibanja cen navzdol. Konec januarja 2021 so takšne pozicije znašale več kot milijardo dolarjev, kar je največ vseh časov. 8 februarja 2021 je bila končna cena bitcoina 44.797 ameriških dolarjev.